# Sérgio Manoel
Sérgio Manoel (n. 2 martie 1972, Santos, São Paulo, Brazilia) este un fost fotbalist brazilian.
Între 1995 și 1998, Manoel a jucat 4 meciuri pentru echipa națională a Braziliei.

## Statistici
| Brazilia | Brazilia | Brazilia |
| An       | Meciuri  | Goluri   |
| -------- | -------- | -------- |
| 1995     | 1        | 0        |
| 1996     | 1        | 0        |
| 1997     | 0        | 0        |
| 1998     | 2        | 0        |
| Total    | 4        | 0        |